# Cosmoscarta
Cosmoscarta är ett släkte av insekter. Cosmoscarta ingår i familjen spottstritar.

## Dottertaxa tillCosmoscarta, i alfabetisk ordning[1]
- Cosmoscarta abdominalis
- Cosmoscarta aerata
- Cosmoscarta affinis
- Cosmoscarta amabilis
- Cosmoscarta amymone
- Cosmoscarta andamana
- Cosmoscarta angulifera
- Cosmoscarta apiana
- Cosmoscarta arethusa
- Cosmoscarta assamensis
- Cosmoscarta auratilis
- Cosmoscarta balteata
- Cosmoscarta basistriga
- Cosmoscarta bicincta
- Cosmoscarta bicolor
- Cosmoscarta bimacula
- Cosmoscarta bipunctata
- Cosmoscarta bispecularis
- Cosmoscarta boutharensis
- Cosmoscarta brevis
- Cosmoscarta brevistriga
- Cosmoscarta bruneoscutellata
- Cosmoscarta callirrhoe
- Cosmoscarta callizona
- Cosmoscarta carens
- Cosmoscarta carpentieri
- Cosmoscarta castanea
- Cosmoscarta celebesensis
- Cosmoscarta chrysomelaena
- Cosmoscarta concisa
- Cosmoscarta confinis
- Cosmoscarta consociata
- Cosmoscarta contigua
- Cosmoscarta convexa
- Cosmoscarta coronis
- Cosmoscarta decisa
- Cosmoscarta dimidiata
- Cosmoscarta diminuta
- Cosmoscarta dimota
- Cosmoscarta discessa
- Cosmoscarta discrepans
- Cosmoscarta dorsalis
- Cosmoscarta dorsimacula
- Cosmoscarta dryope
- Cosmoscarta ducens
- Cosmoscarta egens
- Cosmoscarta egentior
- Cosmoscarta egeria
- Cosmoscarta elegantula
- Cosmoscarta exultans
- Cosmoscarta fictilis
- Cosmoscarta flora
- Cosmoscarta florella
- Cosmoscarta forcipata
- Cosmoscarta fumosa
- Cosmoscarta fuscoapicalis
- Cosmoscarta gracilis
- Cosmoscarta gravelyi
- Cosmoscarta greeni
- Cosmoscarta hainanensis
- Cosmoscarta hecuba
- Cosmoscarta heroina
- Cosmoscarta herossa
- Cosmoscarta himalayana
- Cosmoscarta hyale
- Cosmoscarta hyalinipennis
- Cosmoscarta ignifera
- Cosmoscarta imrayi
- Cosmoscarta inconspicua
- Cosmoscarta indecisa
- Cosmoscarta innominata
- Cosmoscarta innota
- Cosmoscarta insularis
- Cosmoscarta irresoluta
- Cosmoscarta lacerata
- Cosmoscarta lateralis
- Cosmoscarta laticincta
- Cosmoscarta lestachei
- Cosmoscarta leucothoe
- Cosmoscarta liriope
- Cosmoscarta luangana
- Cosmoscarta lunata
- Cosmoscarta macgillivrayi
- Cosmoscarta maculifascia
- Cosmoscarta mandarina
- Cosmoscarta mandaru
- Cosmoscarta margheritae
- Cosmoscarta maura
- Cosmoscarta metallica
- Cosmoscarta militaris
- Cosmoscarta miniata
- Cosmoscarta minor
- Cosmoscarta mnemosyne
- Cosmoscarta montana
- Cosmoscarta nagasana
- Cosmoscarta naiteara
- Cosmoscarta nexa
- Cosmoscarta nigra
- Cosmoscarta nigriceps
- Cosmoscarta nigriventris
- Cosmoscarta nigroguttata
- Cosmoscarta nitidula
- Cosmoscarta nycteis
- Cosmoscarta nympha
- Cosmoscarta ochraceicollis
- Cosmoscarta orchymonti
- Cosmoscarta orithyia
- Cosmoscarta pallida
- Cosmoscarta palopona
- Cosmoscarta peguensis
- Cosmoscarta pellucida
- Cosmoscarta perstrigata
- Cosmoscarta pictilis
- Cosmoscarta pirene
- Cosmoscarta prompta
- Cosmoscarta pronotalis
- Cosmoscarta psecas
- Cosmoscarta pulchella
- Cosmoscarta putamara
- Cosmoscarta raja
- Cosmoscarta relata
- Cosmoscarta rhanis
- Cosmoscarta rubromaculata
- Cosmoscarta rubroscutellata
- Cosmoscarta samudra
- Cosmoscarta sanguinolenta
- Cosmoscarta semimaculata
- Cosmoscarta septempunctata
- Cosmoscarta sequens
- Cosmoscarta sexmaculata
- Cosmoscarta shillongana
- Cosmoscarta silpha
- Cosmoscarta siniphila
- Cosmoscarta sulukensis
- Cosmoscarta sumbawana
- Cosmoscarta sundana
- Cosmoscarta sylvestris
- Cosmoscarta taprobanensis
- Cosmoscarta thalia
- Cosmoscarta thoracica
- Cosmoscarta timorensis
- Cosmoscarta tolina
- Cosmoscarta trichodias
- Cosmoscarta trifasciata
- Cosmoscarta trigona
- Cosmoscarta trimacula
- Cosmoscarta turaja
- Cosmoscarta wallacei
- Cosmoscarta vernalis
- Cosmoscarta whiteheadi
- Cosmoscarta zonaria
- Cosmoscarta zonata